# Música iorubá
Música iorubá é o gênero de música tradicional dos povos iorubás. Estes povos têm uma avançada tradição de percussão, com a característica utilização dos tambores de tensão, em particular o dundum. Estes conjuntos são compostos por vários tambores de tensão de diferentes tamanhos, juntamente com um gudugudu. O líder de um conjunto dundum é ialu, que utiliza o tambor "para falar" imitando a tonalidade iorubá.
A música iorubá foi convertida no componente mais importante da música popular da Nigéria moderna, como resultado de suas precoces formas de influência europeia, islâmicas e brasileiras. Estas influências promoveram a importação de instrumentos de metal, música escrita, percussão islâmica e de estilos trazidos pelos comerciantes brasileiros. Na cidade mais povoada da Nigéria, Lagos, estas tradições multiculturais uniram-se e converteram-se na raiz da música popular nigeriana. Os estilos modernos tais como o fuji de Alhaji Sikiru Ayinde, o waka de Salawa Abeni e o sacara de Yusuf Olatunji derivam da música tradicional iorubá. Compositores de música clássica como Joshua Uzoigwe e Akin Euba puseram-se em evidência no cenário musical por sua preferência pela etnomusicologia e sua tendência de utilizar em suas obras elementos da música iorubá.

## Instrumentos
- Axicô
- Apesi
- Agidibô
- Batá
- Dundum
- Goje
- Bembê
- Xequerê
- Sauorô[3]
- Omelê
- Canango
- Bedu
- Gudugudu
- Sacara
- Agogô
- Arô
- Seli